# Kjell Søbak
Kjell Søbak (n. 21 iunie 1957, Bodø⁠(d), Nordland, Norvegia) este un biatlonist ce a reprezentat Norvegia, medaliat olimpic. A participat la 2 ediții ale Jocurilor Olimpice (1980, 1984) în care a câștigat o medalie de argint.